# Before the Mirror (wiersz)

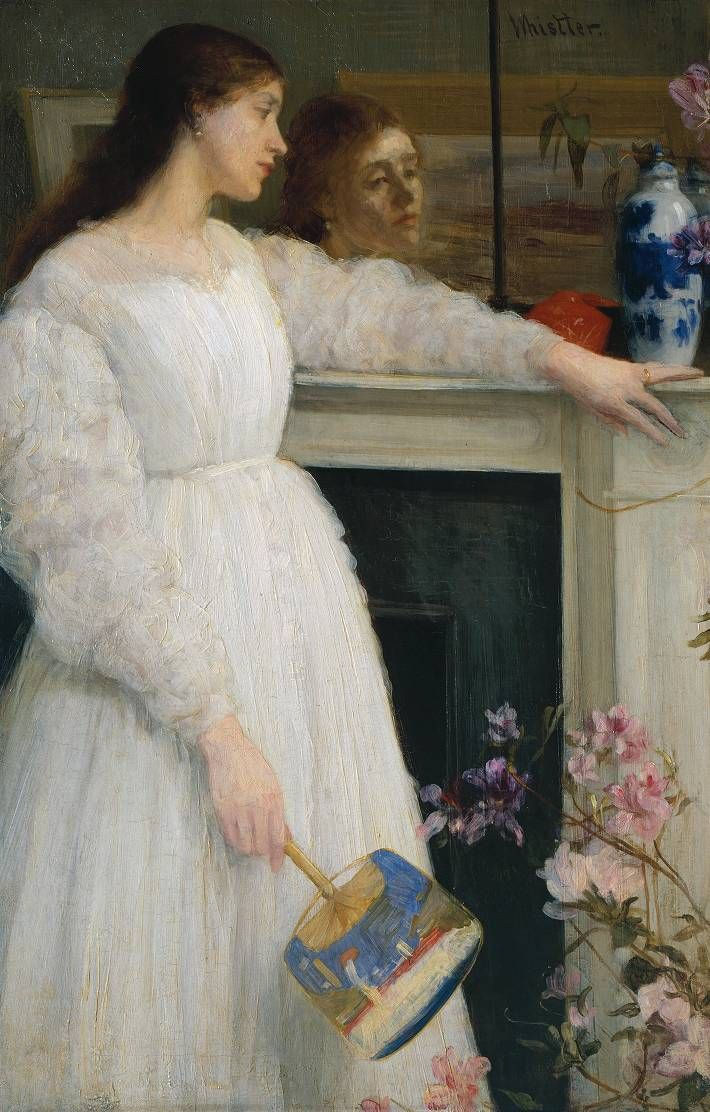
James McNeill Whistler, Symfonia w bieli nr 2: dziewczynka w bieli

Before the Mirror – wiersz angielskiego poety Algernona Charlesa Swinburne’a zainspirowany obrazem Jamesa McNeilla Whistlera Symfonia w bieli nr 2: dziewczynka w bieli. Utwór charakteryzuje się przemyślaną kompozycją, składa się z trzech części po trzy siedmiowersowe strofy każda. Zwrotki rymują się ababccb.
There glowing ghosts of flowers
Draw down, draw nigh;
And wings of swift spent hours
Take flight and fly;
She sees by formless gleams,
She hears across cold streams,
Dead mouths of many dreams that sing and sigh.
Face fallen and white throat lifted,
With sleepless eye
She sees old loves that drifted,
She knew not why,
Old loves and faded fears
Float down a stream that hears
The flowing of all men’s tears beneath the sky.
Utwór został opublikowany w zbiorze Laus Veneris: And Other Poems and Ballads, wydanym przez oficynę Carletona w Nowym Jorku w 1867.